# Павуляк, Ярослав Иванович
Ярослав Иванович Павуляк (укр. Ярослав Іванович Павуляк, 30 апреля 1948, Настасов, Тернопольская область — 25 ноября 2010, Тернополь) — украинский поэт и общественный деятель. Член Национального союза писателей Украины и Союза украинских писателей Словакии.

## Биография
Родился в семье колхозников. Учился во Львовском училище прикладного искусства имени Ивана Труша на отделении керамики. После окончания которого в 1971 году работал во львовской картинной галерее, затем в научно-реставрационных мастерских.
1 мая 1969 года Ярослав Павуляк установил в родном селе Настасов памятник Тарасу Шевченко, за что подвергся преследованию КГБ. За пропаганду украинского национализма дважды исключался из вузов: Черновицкого университета и Каменец-Подольского педагогического института.
В 1973 году поступил в Литературный институт имени Горького в Москве. Окончив институт, в 1978 году уехал в Чехословакию — в город Братислава. Там в 1979—1991 годах работал в Словацком литературном агентстве.
В 1991 году после обретения независимости Украиной вернулся на родину.
Последнее место работы работы — заведующий Тернопольским историко-мемориальным музеем политических заключенных и репрессий.

## Творчество
Автор поэтических сборников:
- «Блудний лебідь» (1993),
- «Могили на конях» (1999).
- «Сон є сон»

Поэмы
- «Реквієм»,
- «Підошва»,
- «Скрипаль і балада про нього».

Опубликованные произведения:
- Павуляк Я. «…Босий пастух несе корогву батога»: [Поезія] //Тернопіль. — 1996. — № 4-5. — С.14-16.
- Павуляк Я. «З чужини до отчого порога голову обмотує дорога»: [Поезія] //Русалка Дністрова. — 1998. — № 7 (квіт.). — С.5-6.